# 林鳴選
林鳴選（？—？），浙江海宁人，清朝政治人物。岁贡出身。
康熙四十六年（1707年），擔任清朝廣州府南海縣知縣。后由王鎮接任。